# Santa Maria Maior (Funchal)
Santa Maria Maior é uma freguesia portuguesa do município do Funchal, com 4,88 km² de área e 11 768 habitantes (censo de 2021). A sua densidade populacional é 2 411,5 hab./km².

## Geografia
É banhada pelo oceano Atlântico a sul e tem montanhas a norte. Santa Maria Maior tem uma escola, um liceu, um pavilhão desportivo, uma igreja, uma praça, o Fortaleza de São Tiago do Funchal, o Cemitério Judaico do Funchal e o Mercado dos Lavradores, fica nesta freguesia, bem como o Comando Regional da Polícia de Segurança Pública, é ainda nesta freguesia que nasce o Clube Sport Marítimo, no antigo Campo do Almirante Reis, hoje transformado em Jardins Municipais, onde está sediado o Teleférico que liga a baixa funchalense (Zona Velha do Funchal) a freguesia do Monte.

## História
A freguesia foi criada por alvará régio de 18 de novembro de 1557. O seu nome primitivo era Santa Maria do Calhau.[carece de fontes?]

## Demografia
A população registada nos censos foi:
| Distribuição da População por Grupos Etários | Distribuição da População por Grupos Etários | Distribuição da População por Grupos Etários | Distribuição da População por Grupos Etários | Distribuição da População por Grupos Etários |
| -------------------------------------------- | -------------------------------------------- | -------------------------------------------- | -------------------------------------------- | -------------------------------------------- |
| Ano                                          | 0-14 Anos                                    | 15-24 Anos                                   | 25-64 Anos                                   | > 65 Anos                                    |
| 2001                                         | 2023                                         | 1966                                         | 7533                                         | 2446                                         |
| 2011                                         | 1694                                         | 1473                                         | 7416                                         | 2769                                         |
| 2021                                         | 1227                                         | 1205                                         | 6238                                         | 3098                                         |

## Localização geográfica
| Localização geográfica de Santa Maria Maior |                  |             |
| Monte                                       | Monte            | Santa Cruz  |
| Santa Luzia                                 |                  | São Gonçalo |
| Sé                                          | Oceano Atlântico | São Gonçalo |